# 29ème rue
Pour plus de détails, voir Fiche technique et Distribution.
29ème rue (29th Street) est un film américain réalisé par George Gallo, sorti en 1991.

## Synopsis
Frank Pesce gagne 6 millions de dollars à la loterie à la veille de Noël. Paradoxalement, cette nouvelle le met en colère. Le film est basé sur un scénario autobiographique.

## Fiche technique
- Titre : 29ème rue
- Titre original : 29th Street
- Réalisation : George Gallo
- Scénario : Frank Pesce, James Franciscus et George Gallo
- Musique : William Olvis
- Photographie : Steven Fierberg
- Montage : Kaja Fehr
- Production : David Permut
- Société de production : JVC Entertainment Networks, Largo Entertainment, Permut Presentations et 20th Century Fox
- Société de distribution : 20th Century Fox (États-Unis)
- Pays :  États-Unis et  Japon
- Genre : Comédie dramatique et biopic
- Durée : 101 minutes
- Dates de sortie : 
  -  États-Unis : 1er novembre 1991

## Distribution
- Danny Aiello : Frank Pesce Sr.
- Anthony LaPaglia : Frank Pesce Jr.
- Lainie Kazan : Mme. Pesce
- Frank Pesce : Vito Pesce
- Robert Forster : le sergent Tartaglia
- Ron Karabatsos : Philly « The Nap »
- Rick Aiello : Jimmy Vitello
- Vic Manni : Louie Tucci
- Paul Lazar : « Needle Nose » Nipton
- Pete Antico : Tony
- Donna Magnani : Madeline Pesce
- Darren Bates : Sal Las Benas
- Tony Sirico : Chink Fortunado
- Richard K. Olsen : le père Lowery
- Richard Cerenzio : Dom « The Bomb »
- Philip Ciccone : Rocky Sav
- Joe Gironda : Carmine Tucci
- Vic Noto : Auggie Falcone
- Sal Ruffino : Angelo
- Sam Shamshak : Irv le prêteur sur gages
- Adam LaVorgna : Frankie à 8 ans
- Frank Acciarito : Jimmy à 8 ans
- Don Blakely : le sergent Jones
- Hope Alexander-Willis : Lucy Sills
- Leonard Termo : Dr. Puccini
- Karen Duffy : Maria Rios
- Julie Lott : Julie
- David Ferraro : cousin Leo

## Accueil
Le film a reçu un accueil favorable de la critique. Il obtient un score moyen de 75 % sur Rotten Tomatoes.